# Dřenice (hradiště)
Dřenice (též Burgholz) jsou pozůstatky pravěkého hradiště nebo opevněného středověkého objektu u stejnojmenné vesnice v okrese Cheb. Nachází se na ostrožně nad levým břehem vodní nádrže Jesenice na západním okraji vesnice. Jeho pozůstatky jsou chráněné jako kulturní památka ČR.

## Historie
Na hradišti se nepodařilo získat žádné nálezy, které by umožnily jeho datování. Vzhledem k tomu je možné, že lokalita vznikla až ve středověku jako vojenský tábor, nebo že se zde nacházel hrad některého z významných chebských ministeriálů. Ani jedna možnost však nevylučuje pravěké stáří alespoň části opevnění. V případě, že jsou Dřenice pozůstatkem středověkého hradu, byl jeho možným stavitelem Leopold z Dřenic připomínaný před rokem 1245. Sídlo však zaniklo brzy poté, protože od roku 1273 písemné prameny zmiňují pouze vesnici. Název Burgholz se pro širší okolí lokality používal již od konce čtrnáctého století.

## Stavební podoba
Dvoudílné hradiště porostlé smíšeným lesem má přibližně obdélný půdorys. Délka delší strany měří asi 110 metrů, zatímco šířka se pohybuje od čtyřiceti do osmdesáti metrů. Z vnějšího opevnění se dochoval val s příkopem dlouhým třicet metrů na západní a padesát metrů na severní straně. Příkop je přibližně jeden metr hluboký a pět metrů široký a val se zachoval do výšky jednoho metru. Vnitřní opevnění má podobně rozměry. Vzdálenost mezi vnějším a vnitřním opevněním je na západní straně třicet metrů. Díky poškození vnitřního valu neodbornými výkopy se podařilo zjistit, že jeho těleso je nasypáno z písku.